# Cantó de Grenoble-5
El cantó de Grenoble-5  és un cantó francès del departament de la Isèra, situat al districte de Grenoble. Compta amb part del municipi de Grenoble.

## Municipis
- Grenoble

## Història
| Data d'elecció                           | Identitat           | Partit        | Qualitat |
| ---------------------------------------- | ------------------- | ------------- | -------- |
| 1973-1982                                | Guy Névache         | PS            |          |
| 1982-1988                                | Claude Sagnard      | RPR           |          |
| 1988-1994                                | Haroun Tazieff      | Divers droite |          |
| 1994-2001                                | Françoise Paramelle | UDF           |          |
| 2001-                                    | Christine Crifo     | PS            |          |
| les dades anteriors no són pas conegudes |                     |               |          |
|                                          |                     |               |          |

## Demografia
| 1962 | 1968 | 1975 | 1982 | 1990 | 1999   | 2007   |
| ---- | ---- | ---- | ---- | ---- | ------ | ------ |
| -    | -    | -    | -    | -    | 30.012 | 32.411 |